# More Adventurous
More Adventurous es el tercer álbum de estudio de la banda estadounidense de indie rock Rilo Kiley. Lanzado el 17 de agosto de 2004 por Brute/Beaute Records, un sello discográfico independiente distribuido por Warner Records, fue el debut de la banda en un sello discográfico importante. Para junio de 2007, las ventas del álbum en Estados Unidos habían superado las 173 000 copias, según Nielsen SoundScan.

## Lanzamiento
Se lanzaron dos versiones del álbum: una versión en caja de plástico, que se vendió en tiendas, y una versión digipak de edición limitada (1 000 copias) que se vendió en la fiesta de lanzamiento y el concierto del álbum.
I Never y Ripchord se incluyeron en varias películas, entre ellas Must Love Dogs, Conversations with Other Women y John Tucker Must Die. Por su parte, Portions for Foxes forma parte de la banda sonora del videojuego Rock Band 3 y apareció en el primer episodio de la primera temporada de la serie médica Anatomía de Grey. También More Adventurous apareció en la banda sonora de la película de 2005 Wedding Crashers.

## Recepción
El álbum recibió elogios de la crítica. El crítico de rock Robert Christgau lo nombró el quinto mejor lanzamiento de 2004 y más tarde lo incluyó en su lista de los mejores álbumes de la década 2000-2009, situándolo en el puesto veinticuatro. Christgau también declaró It's a Hit canción del año 2004 y posteriormente la incluyó como la octava mejor canción de la década. El álbum ocupó el decimocuarto puesto en la encuesta Pazz & Jop de 2004.
En 2017, Ilana Kaplan, de NPR Music, calificó el álbum como «una obra maestra en cuanto a la vulnerabilidad en la composición». Kaplan calificó a Jenny Lewis como «una pionera del emo», citando como razones su «audaz confrontación con la ira y su capacidad para llorar de una manera tan cruda». También señaló que el tratamiento que Lewis da a temas como el matrimonio, el divorcio y otros «destaca su perspectiva en medio de las voces masculinas» que predominan en el género.
En 2023, el sitio web de música alternativa Melophobe clasificó el álbum como el 28.º mejor álbum de indie rock de todos los tiempos. Posteriormente, Melophobe clasificó It's a Hit y Portions For Foxes como la 15.ª y la 51.ª mejores canciones de indie rock desde 2000, respectivamente.

## Lista de canciones
| N.º | Título                    | Escritor(es)                                             | Duración |  |
| 1.  | «It's a Hit»              | Jenny Lewis - Mike Mogis                                 | 4:28     |  |
| 2.  | «Does He Love You?»       | Jenny Lewis - Mike Mogis - Blake Sennett                 | 5:14     |  |
| 3.  | «Portions for Foxes»      | Jenny Lewis - Blake Sennett - Mark Trombino              | 4:45     |  |
| 4.  | «Ripchord»                | Mike Mogis - Blake Sennett                               | 2:09     |  |
| 5.  | «I Never»                 | Jenny Lewis - Mike Mogis                                 | 4:33     |  |
| 6.  | «The Absence of God»      | Jenny Lewis - Mike Mogis - Blake Sennett - Mark Trombino | 3:55     |  |
| 7.  | «Accidntel Deth»          | Jenny Lewis - Jimmy Tamborello                           | 4:26     |  |
| 8.  | «More Adventurous»        | Jenny Lewis - Mike Mogis - Blake Sennett                 | 3:27     |  |
| 9.  | «Love and War (11/11/46)» | Jenny Lewis - Mike Mogis                                 | 3:36     |  |
| 10. | «A Man/Me/Then Jim»       | Jenny Lewis - Mike Mogis - Blake Sennett                 | 5:24     |  |
| 11. | «It Just Is»              | Jenny Lewis - Mike Mogis - Mark Trombino                 | 2:26     |  |

## Personal
Según fuentes de AllMusic y notas discográficas.
Rilo Kiley
- Jenny Lewis – voz principal y coros, guitarra eléctrica, teclados, piano, piano eléctrico Wurlitzer, órgano, Mellotron, armónica
- Blake Sennett – coros, voz principal en Ripchord, guitarras eléctricas y acústicas, guitarra acústica de 12 cuerdas, Optigan, JX-3P Arp, Moog, palmas
- Pierre de Reeder – bajo
- Jason Boesel – batería, pandereta, tubo metálico, timbales, conga, campana de mano, shaker, glockenspiel, percusión, coros en It's a Hit, palmas

Personal adicional
- Mike Mogis – guitarra pedal steel, vibráfono, glockenspiel, pedal de eco Memory Man, banjo, secuenciador, piano eléctrico Wurlitzer, guitarras eléctricas y acústicas, sintetizador, mandolina
- Nate Walcott – trompeta, fliscorno, campanas de orquesta, arreglos de cuerdas y vientos
- No Better Cause (Nate Kellison, Luke Kellison, Justin Runge, Adam McCarville, Zakk Wooten) – coros en It's a Hit y I Never
- Jon Hischke – saxofón barítono en It's a Hit
- Amy Huffman – violín en It's a Hit
- Summit Strings – cuerdas en Does He Love You?, I Never y It Just Is
- Kim Salistean – violín
- Donna Carnes – violín
- Clark Potter – viola
- Tracy Sands – violonchelo
- Mike Bloom – guitarra acústica en The Absence of God
- Kianna Alarid – coros en The Absence of God
- Neely Jenkins – coros en The Absence of God
- Nick White – «apoyo» en The Absence of God
- Clint Wheeler – palmas en Love and War (11/11/46)
- Nate Lefeber – trombón en A Man/Me/Then Jim
- Rick Ricker – trompa en A Man/Me/Then Jim
- Jamie Williams – spoken word en A Man/Me/Then Jim

Producción
- Mike Mogis – productor, mezcla
- Mark Trombino – productor en Portions for Foxes, The Absence of God y It Just Is
- Jimmy Tamborello – productor en Accidntel Deth
- «Farmer» Dave Scher – asistencia adicional en la producción de Accidntel Deth
- A.J. Mogis – mezcla de Love and War (11/11/46)
- Stephen Marcussen – masterización
- Nami Ito – diseño de la portada
- Yoshi – maquetación
- RJ Shaughnessy – fotografía
- DCM – gestión

## Posición en listas
| Listas (2004)                           | Posición más alta |
| --------------------------------------- | ----------------- |
| Estados Unidos (Billboard 200)          | 161               |
| Estados Unidos (Top Heatseekers Albums) | 7                 |